# Заречное (Астраханская область)
Заречное — село в Лиманском районе Астраханской области России, административный центр Новогеоргиевского сельсовета.

## География
Село расположено на окраине Лиманского района в 10 км от границы с Икрянинским. Оно вытянуто в широтном направлении, с запада на восток, и расположено на узком перешейке между ильменем Галя (на севере) и протокой Садовка в 20 километрах к северо-востоку от посёлка Лиман (районный центр). Село пересекает автодорога Астрахань — Лиман.

## История
Село возникло на месте небольшого калмыцкого хотона Амба. Примерная дата основания 1912—1914 годы связана с организацией в Амбе небольшого рыбзавода.
В 1929 году в селе Амба Долбанского улуса Калмыцкой автономной области был образован колхоз «Красная звезда», специализировавшийся в отрасли животноводства на тонкорунном овцеводстве, в отрасли растиниеводства — товарном бахчеводстве и выращивании кормовых культур. В декабре 1943 года в связи с депортацией калмыцкого населения и ликвидацией Калмыцкой АССР включено в состав Лиманского района Астраханской области. В ноябре 1952 года Амба переименована в село Заречное. С 1963 по 1965 год село входило в состав Икрянинского района.

## Население
| 2002 | 2010  | 2014  |
| ---- | ----- | ----- |
| 1745 | ↘1325 | ↗1469 |

## Социальные учреждения
В селе действуют Новогеоргиевская средняя школа, детский сад «Колокольчик», Зареченская врачебная амбулатория, дом культуры. В школе числится 204 ученика.